# Pokrajina Alessandria
Pokrajina Alessandria (v italijanskem izvirniku Provincia di Alessandria, izg. Provinča di Alesàndrija) je ena od osmih pokrajin, ki sestavljajo italijansko deželo Piemont. Meji na severu s pokrajino Vercelli, na vzhodu z deželo Lombardija, na jugu z deželama Ligurija in Emilija - Romanja ter na zahodu s pokrajinama Torino in Asti.

## Večje občine
Glavno mesto je Alessandria, ostale večje občine so:
| Mesto             | Prebivalcev |
| ----------------- | ----------- |
| Alessandria       | 92.430      |
| Casale Monferrato | 36.054      |
| Novi Ligure       | 28.544      |
| Tortona           | 26.820      |
| Valenza           | 20.317      |
| Acqui Terme       | 20.399      |
| Ovada             | 11.851      |

## Naravne zanimivosti
Kot v vseh gorskih deželah, je tudi v Piemontu nevarnost hudourniških poplav velika. Pokrajina Alessandria je doživela te vrste katastrofo leta 1935 na reki Orba. Na tem hudourniku sta bila zgrajena kakih deset let prej dva jeza, večji na glavnem toku in manjši na enem od obdobnih pritokov. Avgusta leta 1935 je izredna količina dežja (več kot 500 mm v osmih urah) povzročila naraščanje vseh vodnih tokov. Umetno jezero nad jezovi je prekipelo in manjši jez se je zrušil. Dvajset metrov visok val je odnesel ne samo elektrarno, pač pa tudi veliko število kmetij in dober del mesta Ovada. Val se je unesel šele na koncu doline ob izlivu hudournika v reko Bormida, malo pred mestom Alessandria. Izliv je bil tako nasilen, da je pognal tok Bormide nazaj in s tem povzročil poplave tudi ob njej. V nesreči, ki jo je baje treba pripisati tudi napakam pri gradnji jezov, je izgubilo življenje 115 oseb.
Seznam zaščitenih področij v pokrajini:
- Krajinski park Sacro Monte di Crea (Parco naturale del Sacro Monte di Crea)
- Mokrišča Capanne di Marcarolo (Parco naturale delle Capanne di Marcarolo)
- Naravni rezervat Torrente Orba (Riserva naturale speciale del Torrente Orba)

## Zgodovinske zanimivosti
V poznem desetem stoletju so pokrajini vladali Aleramici, ki so imeli posestva daleč okoli po vsem ozemlju. Dinastija je po enem stoletju izumrla zaradi pomanjkanja moških potomcev. Ženski, ki sta podedovali posestva, sta jih prinesli v doto bogatim in vplivnim soprogom, a prinesli sta tudi ime dinastije, ki se je tako nadaljevala v raznih vejah do konca šestnajstega stoletja. Aleramikom se je v dvanajstem stoletju uprla skupina večjih naselij, ki se je s pomočjo Lombardske lige osamosvojila in ustanovila mesto Civitas Nova (= Novo mesto). Uradno je mesto nastalo leta 1168, ko je prevzelo ime Alessandria na čast papeža Aleksandra III., mogočnega zaveznika Lombardske lige proti cesarstvu.